# Burghard Vilmar
Burghard Vilmar (* 28. Juni 1933 in Kassel; † 7. März 2020 ebenda) war ein deutscher Jurist und Politiker (SPD). Von 1975 bis 1979 sowie von 1984 bis 1987 war er Regierungspräsident des Regierungsbezirks Kassel, von 1978 bis 1984 Staatssekretär im Hessischen Kultusministerium.

## Leben und Beruf
Nach dem Abitur nahm Vilmar ein Studium der Rechtswissenschaft auf, das er mit beiden juristischen Staatsexamen sowie mit der Promotion zum Dr. jur. beendete. Anschließend trat er als Assessor in den hessischen Staatsdienst. Er war zunächst beim Regierungspräsidium in Kassel tätig und wechselte 1965 als Rechtsberater zur Kreisverwaltung nach Marburg.

## Öffentliche Ämter
Vilmar war von 1966 bis 1974 Landrat des Kreises Marburg und nach der Gebietsreform 1974/75 kommissarischer Landrat des neugeschaffenen Kreises Marburg-Biedenkopf. Im Januar 1975 wurde er nach der verlorenen Kommunalwahl von der neuen Mehrheit im Kreistag aus CDU und FWG als Landrat abgewählt. Von 1975 bis 1979 sowie von 1984 bis 1987 fungierte er als Präsident des Regierungsbezirkes Kassel. Zwischenzeitlich amtierte er von 1978 bis 1984 als Staatssekretär im Kultusministerium in der von Ministerpräsident Holger Börner geleiteten Regierung des Landes Hessen. Mit der Landtagswahl in Hessen 1987 wurde die über 40-jährige Regierung der SPD in Hessen beendet und Burghard Vilmar als Regierungspräsident entlassen. Er arbeitete danach als Rechtsanwalt. Seit 1978 war er Mitglied der Historischen Kommission für Hessen.